# Locomotive à turbine à gaz
Les locomotives à turbine à gaz ont été mises au point dans plusieurs pays au XXe siècle. Elles utilisent une turbine à combustion analogue à celle que l'on rencontre dans les avions ou les hélicoptères pour entraîner un axe de sortie. La transmission rencontre alors à peu près les mêmes contraintes que pour les locomotives Diesel et on observe les mêmes solutions : transmission mécanique, électrique (semblable à la solution Diesel-électrique) ou hydraulique.
Elles ont été essayées sous plusieurs formes depuis les années 1920 mais surtout dans les 1950 et 1960 alors que le prix du pétrole était bas. Elles ont largement été délaissées au profit des locomotives électriques en Europe et Diesel en Amérique par la suite. De plus, le niveau sonore qu'elles produisaient présentait également trop d'inconvénients en matière de pollution sonore pour qu'elles soient utilisées couramment dans le transport ferroviaire. Le développement des réacteurs dans l'aéronautique a permis d'améliorer performances et niveau sonore et dans les années 2000, la compagnie Bombardier Transport a présenté son JetTrain qui tente une nouvelle percée de cette technologie.

## Description

La turbine à combustion est un moteur thermique réalisant les différentes phases de son cycle thermodynamique dans une succession d’organes traversés par un fluide moteur gazeux en écoulement continu. C’est une différence fondamentale par rapport aux moteurs à pistons qui réalisent une succession temporelle des phases dans un même organe (généralement un cylindre).
Dans sa forme la plus simple, la turbine à combustion fonctionne selon le cycle dit de Joule comprenant successivement et schématiquement:
- admission de l'air à l'amont ;
- une compression adiabatique qui consomme de l’énergie mécanique ;
- un chauffage isobare comme pour un moteur Diesel ;
- une détente adiabatique jusqu’à la pression ambiante qui produit de l’énergie mécanique ;
- un refroidissement isobare ;
- l'échappement des gaz brûlés.

Le rendement est le rapport du travail utile (travail de détente – travail de compression) à la chaleur fournie par la source chaude. Le rendement théorique croit avec le taux de compression et la température de combustion. Il est supérieur à celui du cycle Diesel car sa détente n’est pas écourtée.
La turbine à combustion peut être couplée à un arbre de transmission mécanique ou hydraulique pour transmettre le mouvement aux organes de transmission (rotor d'hélicoptère) ou aux essieux moteurs par l'intermédiaire d'une boite de vitesses (ETG-RTG); ou bien à un alternateur (premier TGV - prototype) pour produire le courant alimentant les moteurs électriques. Les turbines à combustion ont un rapport poids, encombrement / puissance très avantageux par rapport à un moteur Diesel équivalent. De plus, la turbine a peu de pièces mobiles, ce qui diminue l'usure et la détérioration par friction et donc l'entretien. Ceci présentait un net avantage pour les compagnies de chemin de fer.
Cependant, la puissance et l'efficacité d'une turbine diminuent rapidement lorsqu'on réduit la vitesse de rotation, contrairement à un moteur à pistons, dont la courbe de puissance est relativement constante à tous les régimes de rotation. Ce type de propulsion est donc idéal pour des engins effectuant de longs trajets à grande vitesse constante - ETG-RTG. Elles ont également souffert du fait d'être très bruyantes, polluantes, avec une consommation de carburant très importante. Les coûts d'exploitation devinrent prohibitifs avec l'augmentation continue des prix du pétrole dans le cas des RTG. 

## Histoire
Les premières expériences d'utilisation datent des années 1920. L'âge d'or se situe durant les années 1950-1960 alors que le développement des moteurs à réaction pour les avions enflamme l'imagination. Elles offraient encore un avantage tant que le prix du pétrole est resté bas mais la technique est devenue économiquement peu rentable avec l'augmentation de ce dernier après les  chocs pétroliers des années 1970. Union Pacific utilisa la plus large flotte de locomotives à turbine au monde et fut la seule à les utiliser dans le transport de marchandises. Les autres utilisateurs les cantonnèrent dans le transport passagers mais ce fut dans un rôle limité. 

### Premières livraisons
Les Chemins de fer fédéraux suisses commandèrent leur première locomotive turbine-électrique en 1939. Elles furent livrées en 1941-1942 par l'entreprise Brown, Boveri & Cie. Elles avaient une puissance de 1,6 MW et c'était la première application commerciale de ce principe. Les turbines ne seraient mises en production pour l'aviation qu'à la fin de la Seconde Guerre mondiale. 
Le Great Western Railway, de Grande-Bretagne, commanda deux locomotives turbine-électriques durant les années 1940 mais elles ne furent livrées qu'après la nationalisation des chemins de fer en 1948. La première, British Rail 18000, qui fut construite par Brown Boveri en Suisse, avait une puissance de 1,9 MW et était de type industriel. La seconde, British Rail 18100, fut construite en Grande-Bretagne par Metropolitan Vickers à partir d'une turbine d'avion et produisait 2,2 MW. La vitesse maximale dans les deux cas était de 145 km/h.

### Les grandes années

#### Amérique du Nord

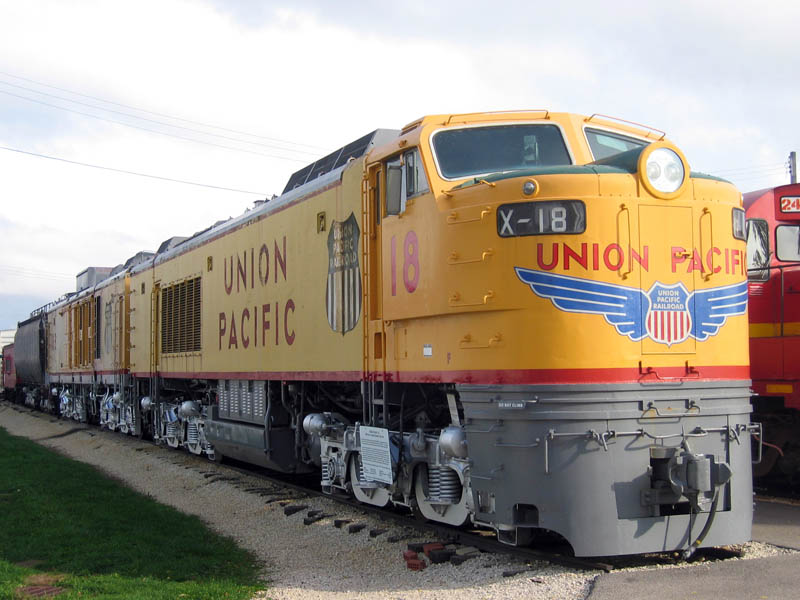
Locomotive UP 18, exposée au Illinois Railway Museum.

Union Pacific commença à utiliser des locomotives turbo-électriques dans les années 1950, surtout pour les trains de marchandises sur longue distance,. On utilisait comme combustible le mazout lourd de classe C, un résidu de raffinage habituellement réservé aux navires, ce qui rendait l'opération rentable mais encrassait prématurément les turbines. La flotte de cette compagnie compta jusqu'à 10 % de locomotives de ce type mais le concept fut abandonné durant les années 1970 à la suite de l'augmentation des prix du pétrole.
Durant les années 1960, la compagnie américaine United Aircraft construisit le Train Turbo pour le service passager. Il fut testé par le Pennsylvania Railroad et plus tard le Canadien National. Les compagnies ferroviaires se séparèrent de leurs services passagers non rentables au début des années 1970 et ce sont les compagnies d'état Amtrak (États-Unis) et VIA Rail (Canada) qui héritèrent du Turbo. Il fut en service jusqu'au début des années 1980 au Canada, sur la ligne Montréal-Toronto, jusqu'à ce qu'on le remplace par le train LRC à locomotive Diesel-électrique. 
Amtrak de son côté acheta deux types de rames à turbines, toutes deux appelées Turboliners. La première était assez similaire au Turbotrain de la SNCF mais plus lourd à cause des ajouts demandés pour la sécurité par la Federal Railroad Administration. La seconde fut fournie par le constructeur Rohr. Aucune n'est plus en service du premier type mais des Rohr Turboliners de version III rénovées roulent encore.

#### France

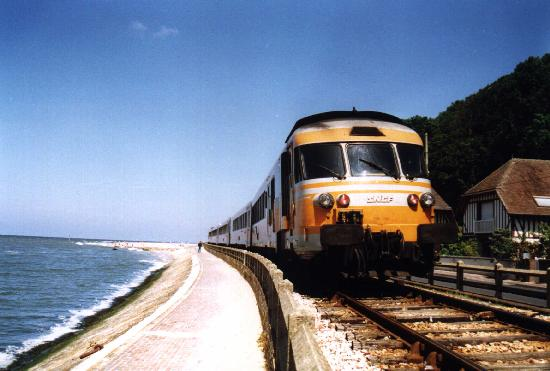
Turbotrain de la SNCF à Houlgate, sur la ligne Deauville-Dives, à l'été 1989.

Durant les années 1950, la SNCF a utilisé trois locomotives prototypes à turbine à combustion construites par Renault. Les turbines, n'ayant ni compresseur ni chambre de combustion, étaient alimentées en gaz chaud par des générateurs à pistons libres Sigma-Pescara :
- 040 GA 1 de 1 000 ch (1952 à 1960) ;
- 060 GA 1 et 2 de 2 000 ch (060GA 1 de 1959 à 1963 et 060GA 2 de 1961 à 1962).

Le bruit, la consommation élevée aux faibles charges et des problèmes de maintenance ont écourté l'expérience.
La SNCF a utilisé un certain nombre de rames automotrices équipées de turbines à combustion d'hélicoptère associées à une transmission hydraulique. Certaines rames (ETG) du début comportaient aussi une motrice Diesel pour faciliter les démarrages.
- TGS (turbine à gaz spéciale), prototype des ETG construit à partir d'un autorail déjà existant ;
- ETG (élément à turbine à gaz), rames de quatre voitures avec une motrice à turbine et 1 motrice Diesel ;
- RTG (rame à turbine à gaz), rames de cinq ou six voitures avec deux motrices à turbine. La dernière rame RTG a pris sa retraite en 2005.

Le prototype de TGV construit en 1972 (le TGV 001) était équipé de turbines à combustion d'hélicoptère associées à une transmission électrique. Devant l'augmentation du coût du pétrole en 1974, ce mode de propulsion fut abandonné au profit de la seule traction électrique.

#### Reste du monde
La locomotive turbo-électrique du British Rail APT-E, Advanced passenger train à haute vitesse britannique, fut remplacée par une locomotive électrique quand le constructeur de turbine British Leyland cessa la production du modèle de turbine utilisé.
Dans les années 1970 et 1980, outre les États-Unis, l'industrie française a exporté des trains de technolologie RTG en Iran et en Égypte.

### Nouvel intérêt
En 2002, Bombardier Transport annonça le lancement de son JetTrain, un train pendulaire mû par une locomotive turbo-électrique. La turbine fabriquée par Pratt & Whitney Canada à Longueuil a une consommation de 20 % inférieure à l'équivalent Diesel et un niveau sonore qui se situe sous les seuils permis par la Federal Railroad Administration américaine. Elle est donc compétitive avec le parc de locomotives Diesel qui couvre l'Amérique du Nord et son utilisation avec des wagons pendulaires permet d'obtenir de grandes vitesses sans construire de nouvelles lignes dédiées à ce transport. Jusqu'à présent (2007), aucune commande n'a cependant été passée.
À partir de 2006, la Compagnie des chemins de fer russes prend l'initiative de relancer l'étude des trains à turbine à combustion, aboutissant à la mise en service du prototype GT1, dont les modèles de série seront destinés essentiellement aux lignes sibériennes. Le 7 octobre 2011 cette locomotive bat un record mondial en tractant un convoi de 16 000 tonnes (170 wagons).